# Kalanchoe curvula
Kalanchoe curvula ist eine Pflanzenart der Gattung Kalanchoe in der Familie der Dickblattgewächse (Crassulaceae).

## Beschreibung

### Vegetative Merkmale
Kalanchoe curvula ist eine vermutlich ausdauernde, vollständig kahle Pflanze. Ihre stielrunden, aufrechten Triebe sind einfach. Die dicken, sehr fleischigen, unpaarig gefiederten Laubblätter sind gestielt. Der breit stängelumfassende Blattstiel ist 2 bis 2,5 Zentimeter lang. Die Teilblätter stehen in ein bis drei Paaren zusammen. Sie sind sitzend, länglich bis lanzettlich, 2,2 bis 2,7 Zentimeter lang und 0,8 bis 1 Zentimeter breit. Ihre Spitze ist keilförmig, stumpf, die Basis asymmetrisch gerundet. Der Blattrand ist unregelmäßig gekerbt. Endständige Teilblätter sind elliptisch, etwa 3 Zentimeter lang und 2 Zentimeter breit.

### Generative Merkmale
Der Blütenstand besteht aus kugelförmigen, vielblütigen Rispen und erreichte eine Länge von 30 bis 35 Zentimeter. Die in alle Richtungen weisenden Blüten stehen an 5 bis 10 Millimeter langen Blütenstielen. Der blassgrüne Kelch ist purpurfarben liniert. Die Kelchröhre ist 7 bis 7,5 Millimeter lang. Die dreieckigen, zugespitzten Kelchzipfel weisen eine Länge von 2,5 bis 3 Millimeter auf und sind 3 bis 4 Millimeter breit. Die leicht gebogene Blütenkrone ist rosafarben. Die zylindrische Kronröhre ist 22 bis 25 Millimeter lang. Ihre eiförmigen, etwas lang spitz zulaufenden, zurückgebogenen Kronzipfel weisen eine Länge von 5 bis 6 Millimeter auf und sind etwa 4 Millimeter breit. Die Staubblätter sind nahe der Basis der Kronröhre angeheftet und ragen leicht aus der Blüte heraus. Die lanzettlichen Staubbeutel sind 1,2 bis 1,5 Millimeter lang. Die rechteckigen, ausgerandeten Nektarschüppchen weisen eine Länge von 1,8 bis 2 Millimeter auf und sind 0,8 bis 1 Millimeter breit. Das eiförmige Fruchtblatt weist eine Länge von 5 bis 6 Millimeter auf. Der Griffel ist 20 bis 22 Millimeter lang.

## Systematik und Verbreitung
Kalanchoe curvula ist auf Madagaskar verbreitet.
Die Erstbeschreibung durch Bernard M. Descoings wurde 1997 veröffentlicht.

## Nachweise